# Diocese de Araçuaí

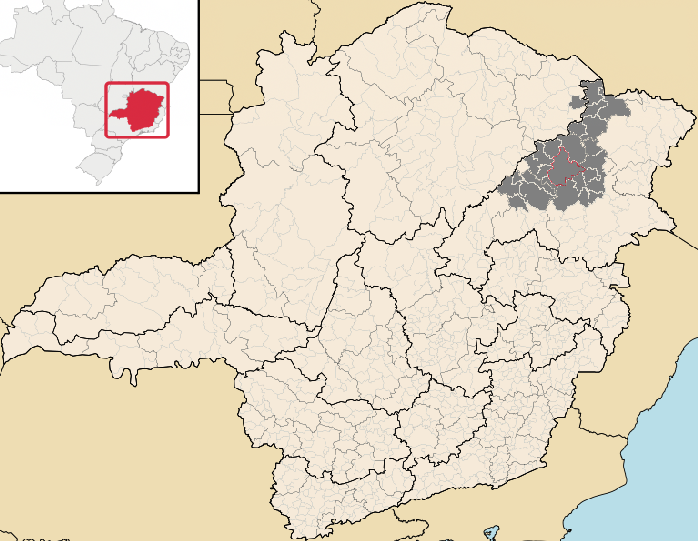
Mapa da diocese de Araçuaí.

A Diocese de Araçuaí (Dioecesis Arassuahyensis), é uma circunscrição eclesiástica da Igreja Católica, no estado de Minas Gerais, no Brasil, criada no dia 25 de agosto de 1913, por meio de uma bula pontifícia do Papa São Pio X. Tem como bispo Dom Geraldo dos Reis Maia. A sé episcopal está na Catedral Santuário São José.

## Histórico
Em agosto de 1913, foi criada a Diocese de Araçuaí, como parte do projeto do bispo de Diamantina de reorganizar seu território, abrangendo as regiões norte e nordeste de Minas Gerais. Dom Joaquim Silvério de Sousa obteve da Santa Sé, sob o pontificado do Papa Pio X, a criação das dioceses de Montes Claros e Araçuaí.
O encarregado de organizar tudo para a criação da diocese foi Frei José de Haas, então pároco da Paróquia Santo Antônio de Araçuaí. Frei José conseguiu, através de esmolas e doações, reformar a Matriz para servir de catedral, e encomendou da Holanda novos paramentos pontificais e uma via sacra em cobre.
Em 12 de maio de 1914 foi nomeado seu primeiro bispo, Dom Serafim Gomes Jardim, fazendo sua entrada solene da diocese em 18 de outubro do mesmo ano. Devido a falta de sacerdotes seculares, Frei José de Haas foi nomeado vigário geral, e Frei Flaviano van Liempt como secretário do bispado. Em maio de 1934, Dom Serafim foi promovido a arcebispo de Diamantina, para administrar a diocese durante a sede vacante, foi eleito como vigário capitular, Frei José de Haas.
Em 18 de março de 1937, após três anos como vigário capitular, Frei José de Haas, foi nomeado como segundo Bispo de Araçuaí. Um marco de seu governo foi a proximidade com seu povo, através das visitas pastorais, percorria toda a diocese a cada 5 anos, passando por todas as paróquias. Nos primeiros anos de seu governo, os percursos deveriam ser feitos à cavalo, apesar da sua idade elevada, nunca esmoreceu. Com o tempo, a saúde cobrou o preço por tanto desgaste, recebia avisos médicos para diminuir o ritmo, e durante algum tempo deixou de visitar seu povo e enviava visitadores.
No ano santo mariano, viajou de carro com a imagem de Nossa Senhora da Lapa por toda a Diocese, incansável apesar de seus 77 anos. Nos seus últimos anos, passou um mês visitando as paróquias perto de Araçuaí, viagem toda a cavalo, que como ele mesmo reconheceu em seu testamento, quase lhe custou a vida. Esta visita foi o princípio do fim, porque voltou completamente esgotado. Mesmo assim quis ir de carro a Itaobim no dia de Pentecostes onde fez em três dias 1050 crismas. 
No ano de 1956, Dom Frei José Haas faleceu em Araçuaí, rodeado por seu clero. Seu corpo foi sepultado na Catedral de São José, o cortejo fúnebre reuniu fiéis de todas as regiões da diocese, que acorreram para render-lhe as últimas homenagens, em sinal de profunda gratidão e reverência por sua vida dedicada à Igreja.
Em 1957, Dom José Maria Pires, do clero de Diamantina, foi nomeado para sucedê-lo no governo pastoral da diocese, permanecendo até 1965.  A criação do primeiro seminário menor na diocese foi sua iniciativa. Reconhecido nacionalmente como “Dom Pelé”, tornou-se uma figura de grande destaque na Igreja do Brasil, especialmente por sua firme atuação pastoral e compromisso com a justiça social. Foi sob sua influência que se criou a nova Diocese de Teófilo Otoni, desmembrada de Araçuaí em 1960. Em 1964, Dom José Maria também entrou para a história da diocese ao ordenar seus dois primeiros presbíteros: o Pe. Silvano e o Pe. José Lávia.
Em 1965, foi nomeado como 4º bispo diocesano, Dom Altivo Pacheco Ribeiro.  Seu governo pastoral destacou-se como o grande responsável pela implementação das reformas litúrgicas e pastorais oriundas do Concílio Vaticano II, realizado entre os anos de 1962 e 1965. Com igual zelo, promoveu a aplicação das diretrizes da II Conferência Geral do Episcopado Latino-Americano, realizada em Medellín, em 1968. Conhecido por sua humildade e proximidade com o povo, Dom Altivo redigia reflexões para as celebrações dominicais da Palavra, iniciativa que contribuiu decisivamente para o surgimento das Comunidades Eclesiais de Base (CEBs) na diocese. 
Como 5º bispo, foi nomeado Dom Silvestre Luís Scandian  que destacou-se por enfrentar o o governo da Ditadura Militar e como defensor dos direitos humanos. Foi ele quem acolheu na diocese os religiosos da Congregação do Verbo Divino, contribuiu ativamente para a reconstrução da cidade de Araçuaí após a enchente de 1979, introduziu a Renovação Carismática Católica, reformou a Catedral e a residência episcopal. Além disso, destinou os edifícios mais antigos da cidade à criação do Centro Pastoral Diocesano, fortalecendo a ação evangelizadora e a organização da Igreja local.
Em 8 de agosto de 1982, Dom Crescenzio Rinaldini tomou posse como 6º bispo de Araçuaí. Dom Enzo (como era chamado) já havia trabalhado na diocese como missionário fidei donum entre 1961 e 1981, exercendo as funções de pároco e reitor do seminário. Seu governo foi marcado pelo incentivo à Educação, criou uma Escola Técnica em Agropecuária que mais tarde esta escola foi ampliada com os cursos de mineralogia e topografia, chamando-se Hagrogemito. Reabriu o Seminário, implantando os cursos de 2º grau e Filosofia, além de fundar uma emissora de televisão, a TV Araçuaí, afiliada da TV Cultura.
Nos últimos anos de seu episcopado, Dom Enzo solicitou a nomeação de um bispo coadjutor e foi atendido com a chegada de Frei Dario Campos, então Ministro Provincial dos Franciscanos da Província da Santa Cruz. Frei Dario tomou posse como coadjutor no ano 2000 e, no ano seguinte, assumiu plenamente o governo da Diocese de Araçuaí. Com espírito franciscano, promoveu importantes melhorias na estrutura da Cúria Diocesana e do Centro Pastoral, além de presidir a 7ª Assembleia Diocesana de Pastoral. Em 2004, foi transferido pelo Papa João Paulo II para a Diocese de Leopoldina, encerrando seu serviço em Araçuaí.
Após um ano de vacância, a diocese foi confiada à administração do Pe. Fabrizzio Clemente Fonseca, juntamente com o Colégio dos Consultores. Em seguida, foi nomeado como 8º bispo diocesano Dom Frei Severino Clasen, que à época exercia a função de Reitor do Santuário São Francisco, na cidade de São Paulo. Sua nomeação marcou a continuidade da presença franciscana no pastoreio diocesano.
No dia 16 de setembro de 2012, tomou posse como 9º Bispo Diocesano, Dom Marcello Romano, nomeado pelo Papa Bento XVI para conduzir a Igreja particular de Araçuaí, iniciando assim um novo capítulo na história pastoral da diocese.

## Seminário São José e Nossa Senhora da Lapa
O seminário da Diocese foi concretizado com chegada de Dom José Maria Pires, em 1957, que foi o terceiro Bispo da Diocese. Assim, foi fundado o "Seminário Menor Rural Diocesano de São José e Nossa Senhora da Lapa". No início, o seminário contou com a colaboração de leigos, que inclusive ministravam aulas. O seminário foi instalado no prédio onde funcionou a HAGROGEMITO, que pertencia a diocese.
Um passo crucial na formação dos futuros padres foi o contato em 1959 de Dom José Maria Pires com a diocese de Brescia, na Itália, que resultou em apoio financeiro e na vinda de padres para auxiliar na formação do seminário. Entre eles, destacam-se o padre Enzo Rinaldini, o padre Egídio Ferrari e o Pe. Constantino Carrera. 
Devido a dificuldades financeiras e, especialmente, à escassez de vocações, o seminário diocesano permaneceu fechado por alguns anos. Durante esse período, os padres estudaram em outras dioceses, como Teófilo Otoni e Juiz de Fora, além de haver tentativas de criar pequenas casas de formação em paróquias. Infelizmente, o projeto não alcançou o sucesso desejado.
Em 1987, Dom Enzo, reabriu o seminário Diocesano, oferecendo cursos de segundo grau e Filosofia. Até o ano de 2011, quando faleceu, ele foi um dos principais professores e uma referência vocacional para os jovens. Por outro lado, o curso de Teologia continuou a ser oferecido em outras dioceses, especialmente no Seminário Arquidiocesano Sagrado Coração de Jesus em Diamantina.

## Paróquias
A diocese é constituída por 27 paróquias localizadas nos municípios de: Águas Vermelhas, Araçuaí, Berilo, Cachoeira de Pajeú, Caraí, Catuji, Chapada do Norte, Comercinho, Coronel Murta, Curral de Dentro, Divisa Alegre, Francisco Badaró, Itaipé, Itaobim, Itinga, Jenipapo de Minas, Leme  do Prado, Medina, Minas Novas, Novo Cruzeiro, Padre Paraíso, Pedra Azul, Ponto dos Volantes, Turmalina, Veredinha, Virgem da Lapa.

## Bispos
| #                        | Nome                            | Período   | Notas                                                    |
| Bispos                   | Bispos                          | Bispos    | Bispos                                                   |
| ------------------------ | ------------------------------- | --------- | -------------------------------------------------------- |
| 11°                      | Geraldo dos Reis Maia           | 2024–     | Atual                                                    |
| 10°                      | Esmeraldo Barreto de Farias     | 2020–2024 | Bispo emérito                                            |
| 9°                       | Marcello Romano                 | 2012–2020 | Bispo emérito                                            |
| 8°                       | Frei Severino Clasen, O.F.M.    | 2005–2011 | Nomeado bispo de Caçador.                                |
| 7°                       | Frei Dario Campos, O.F.M.       | 2001–2004 | Nomeado bispo de Leopoldina                              |
| 6°                       | Crescêncio Rinaldini            | 1982–2001 | Bispo emérito                                            |
| 5º                       | Silvestre Luís Scandian, S.V.D. | 1975–1981 | Nomeado arcebispo coadjutor de Vitória do Espírito Santo |
| 4º                       | Altivo Pacheco Ribeiro          | 1966–1973 | Bispo emérito                                            |
| 3º                       | José Maria Pires                | 1957–1965 | Nomeado arcebispo da Paraíba                             |
| 2º                       | Frei José de Haas, O.F.M.       | 1937–1956 | Faleceu na função                                        |
| 1º                       | Serafim Gomes Jardim da Silva   | 1914–1934 | Nomeado arcebispo de Diamantina                          |
| Bispo coadjutor          |                                 |           |                                                          |
|                          | Dario Campos, O.F.M.            | 2000–2001 |                                                          |
| Administrador apostólico |                                 |           |                                                          |
|                          | José Carlos Brandão Cabral      | 2020      | Bispo de Almenara                                        |